# 2. Inline-Skaterhockey-Bundesliga
Die 2. Inline-Skaterhockey-Bundesliga ist die zweithöchste Liga im deutschen Inline-Skaterhockey. Die Liga wird durch die Sportkommission Inline-Skaterhockey Deutschland (ISHD), unter dem Dachverband des Deutschen Rollsport und Inline-Verband (DRIV), organisiert und betrieben.

## Spielmodus
Die 2. Bundesliga ist in die 2. Bundesliga Nord und 2. Bundesliga Süd unterteilt. Jede Mannschaft tritt zwei Mal in einem Heim- und Auswärtsspiel gegeneinander an. Beide Ligameister steigen direkt zur nächsten Saison in die 1. Bundesliga auf. Die jeweils drittletzten in beiden Tabellen steigen ab und werden entsprechend der Lage ihres Standortes auf die Regionalligen aufgeteilt.

## Bisherige Meister seit 2001
| Jahr | Nord                    | Süd                     |
| ---- | ----------------------- | ----------------------- |
| 2001 | Ahauser Maidy Dogs      | VT Zweibrücken          |
| 2002 | ERC Hannover Hurricanez | Langenfeld Devils       |
| 2003 | Adler Strausberg        | Dragons Heilbronn       |
| 2004 | Crash Eagles Kaarst II  | Freiburg Beasts         |
| 2005 | Crefelder SC            | Hotdogs Bräunlingen     |
| 2006 | Highlander Lüdenscheid  | TSV Schwabmünchen       |
| 2007 | Rostocker Nasenbären    | Crash Eagles Kaarst II  |
| 2008 | Ahauser Maidy Dogs      | Freiburg Beasts         |
| 2009 | Berlin Buffalos         | Hotdogs Bräunlingen     |
| 2010 | Bochum Lakers           | Rhein-Main Patriots     |
| 2011 | Rostocker Nasenbären    | TSV Bernhardswald       |
| 2012 | Bremerhaven Whales      | TSV Schwabmünchen       |
| 2013 | Crash Eagles Kaarst     | IHC Atting              |
| 2014 | Berlin Buffalos         | Düsseldorf Rams         |
| 2015 | TGW Kassel Wizards      | IHC Atting              |
| 2016 | Miners Oberhausen       | HC Merdingen            |
| 2017 | Commanders Velbert      | IVA Rhein Main Patriots |
| 2018 | Red Devils Berlin       | TV Augsburg             |
| 2019 | Red Devils Berlin       | HC Merdingen            |